# Lorentzweiler
Lorentzweiler är en kommun och en liten stad i centrala Luxemburg. Den ligger i kantonen Mersch och distriktet Luxemburg, i den centrala delen av landet, 9 kilometer norr om huvudstaden Luxemburg. Antalet invånare är 3 723. Arean är 17,5 kvadratkilometer.
Terrängen i Lorentzweiler är varierad.

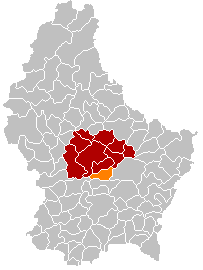
Lorentzweiler markerad med orange i karta över Luxemburg

I omgivningarna runt Lorentzweiler växer i huvudsak blandskog. Runt Lorentzweiler är det mycket tätbefolkat, med 1 135 invånare per kvadratkilometer.